# Kiss József László
Kiss József (Bölcske, 1922. október 19. – Budapest, 1989. február 21.) tanár, iskolaigazgató, ifjúsági regényíró.

## Élete
Bölcskén, Tolna vármegyében született. Apja: Kiss József villamoskalauz, anyja: Tóth Erzsébet háztartásbeli, római katolikusok. Budapest X. kerületében, a Szapáry utca 14. szám alatt éltek.
A budapesti X. kerületi Elnök utcai polgári iskolát végezte el, majd az 1936/37. iskolai évtől a Budapesti M. kir. Állami Tanítóképző Intézet tanulója volt. Az 5. évfolyamot jó minősítéssel 1941. május 20-án fejezte be. Tanulmányait az 1941/1942-es tanévben az Állami Polgári Iskolai Tanárképző Főiskola I. évfolyamán, Szegeden folytatta. A földrajz-természetrajzi szakcsoportban tanult, kiegészítő tantárgya a szlöjd, egyetemi szaktárgyai: filozófia-pedagógia. Alapvizsgát 1943. június 5-én tett.
1944 nyarán főiskolai hallgatóként munkaszolgálatot teljesített az erdélyi Ojtozi-szorosban.
1944 novemberében tagja lett a budapesti VIII. kerületi Szentkirályi utcában elhelyezkedett, katonaszökevényekből és ellenállókból verbuválódott Görgey-zászlóaljnak, amely 1944. december 8-án kitelepült a Börzsöny hegységbe. Partizán tevékenység után 1944. december 24-én érkeztek meg a front szovjet oldalára. 1944. december 28-án az alakulat 68 tagja igazolással távozhatott. Budapest ostroma még folyt, Kiss József valószínűleg Szegedre tartott.
A háborús események miatt csonka 1944/45. tanévben 1945. január 30-án 30 hallgatóval kezdődött meg a tavaszi félév, mely júniusban 104 hallgatóval zárult. Ennek során Kiss József egyetemi szaktárgyaiból egyet elismertek.
1945. január 18-án a Szegedi Igazoló Bizottsághoz a 15/1945. M. E. számú rendelet értelmében nyilatkozatot nyújtott be, 1945. március 27-én igazolták, az iratot átvette: 1945. április 3-án.
1945. január 1-jétől közalkalmazásban állt: Ószentivánon (Torontál vármegye, ma: Tiszasziget, Csongrád megye) mint állami elemi iskolai helyettes tanító. Feltételezhetően a következő évben is itt tanított. Egykori tanítványai 1985-ben köszönthették körükben.
A főiskolára az 1946/1947. IV. évfolyam I. félévében nem volt beiratkozva. Képesítő vizsgájának kelte: 1947. június 26.
1948. január 19-én általános iskolai helyettes tanár lett a székesfőváros alkalmazásában a X. kerületi Simor u. 29-31. alatti Fővárosi Általános Fiúiskolában (2012-ben Vajda Péter Ének-zene és Testnevelés Tagozatos Általános Iskola). 1948. július 1-jén polgári iskolai tanárrá nevezték ki ugyanott (lakása: X. Szapáry – 1953-tól Bláthy Ottó – utca 14.), családi állapota nőtlen. Törzsfizetése a 4. fizetési fokozatban 350 forint volt.
1950. március 1-jén Kiss József igazgató-helyettes káderképző iskolára ment. 1950. április 10-én visszakerült a Simor utcai Fővárosi Általános Fiúiskolába.
1950. június 15-én a Magyar Pedagógusok Szabad Szakszervezetének kulturális osztályára helyezték függetlenített munkatársnak. A fővárosi tanári állásról emiatt lemondott. 
1952. június 1-jén a Pedagógusok Szakszervezete Budapesti Központjától/Országos Központjából „a Bp-i Tanács vegye át /júl. 1.-től/ és nevezze ki lehetőleg egy vidéki diákotthonba igazgatónak.” (294/a/IV.szem. Bp. 1952. máj. 20.), ekkor megbízták a Budapest XII. kerületi Hegyhát utcai gyermekotthon vezetésével.
1952. szeptember 2-án a XII. Hegyhát utcai gyermekotthonból áthelyezték a Zamárdi gyermekotthonba. Zamárdiban Könözsy Mária mellett volt igazgató.
1952. szeptember 1-től 27 napra különélési pótlékot kapott á 12 forint. 1952. október 12-től felesége, Kiss Józsefné  váltós nevelő ugyanitt dolgozott. 1952. október 14-én Zamárdi tanácselnöke értesítette, hogy lakáskiutalása folyamatban van. 1953. augusztus 31-ig volt Zamárdiban beosztása.
1953. augusztus 15-én áthelyezték a budapesti Mayer Ferenc Fiúotthonba (XII. Városmajor u. 31.). (Ma római katolikus egyházi iskola működik az épületben).
Következő, tanári munkahelye a Fővárosi Általános Fiúiskola volt (Budapest XII. Városmajor utca 59.). Az iskola neve 1959/1960-tól 1963-ig Kelen József Általános Fiúiskola. 2012-ben Kós Károly Ének-zene Emeltszintű Általános Iskola néven a Városmajori Gimnázium tagintézménye).
1963-ban Budapest XII. kerületében úttörőtitkár lett.
1968. augusztus 16-án a Zugligeti Általános Iskolában munkába lépett, mint igazgatóhelyettes.
1982-ben, 60 éves korában igazgatóként vonult nyugállományba.
1988 őszén gégerákkal műtötte dr. Lellei István professzor a János Kórház I. Sebészetén.
1989. február 21-én hunyt el Budapesten. Kiss József temetése Bölcskén 1989. március 10-én 15.00 órakor történt.

## Családja
Első feleségének neve, akivel valószínűleg 1950-től négy-öt évig éltek együtt, nem ismert. Leányuké szintén nem. Második feleségével, Viktóriával 1965 körül házasodtak össze, s annak haláláig éltek együtt. Nevelt lánya, Salinger Viktória Santa Lucián, Dél-Amerikában élt és hunyt el.

## Művei

### Kiss József László néven
- Jó szelet, kapitány! Gaál Éva rajzaival, szerkeszti T. Aszódi Éva. Budapest, 1971. Móra Ferenc Könyvkiadó, 259 p., 1976. Móra Könyvkiadó
- Talán Pista. Várnai György rajzaival. Budapest, 1994. Móra Könyvkiadó, 263 p.
- Parancsolsz egy kézigránátot? Fedélterv: Miklosovits László. Budapest, 1975. Kozmosz Könyvek, 354 p.
- Gut Wind, Kapitän! Übers. Ita Szent-Iványi, Ill.: Gisela Neumann. Berlin, 1976., Kinderbuchverlag, 300 p.
- Dobry vietor, kapitan! Preklad: Stefan Teren, ilustroval: Vladimir Kardelis. Bratislava, 1980. Mladé letá, 206 p.
- Jó szelet, kapitány! diafilm Rajzolta: Sajdik Ferenc, szerkesztette Walla Gézáné. Budapest, 1973. Magyar Diafilmgyártó Vállalat, 61 kocka.
- Tábori bukfencek (novella) Megjelent az 1972-es Kincskeresők c. kötetben.